# Patrick Depailler
Patrick André Eugene Joseph Depailler (ur. 9 sierpnia 1944 w Clermont-Ferrand, zm. 1 sierpnia 1980) – francuski kierowca Formuły 1. Uczestniczył w 95 Grand Prix. Znany z widowiskowych pojedynków, nawet o słabsze pozycje.
Depailler wygrał dwa wyścigi, raz wywalczył pole position, 19 razy stawał na podium i zdobył łącznie 141 punktów.

## Kariera w Formule 1

### Początki
W Formule 1 zadebiutował 2 lipca 1972 roku za kierownicą Tyrrell 006 jadąc w Grand Prix Francji, gdzie miał wypadek. W kolejnym Grand Prix Stanów Zjednoczonych zajął siódme miejsce. W 1974 roku po tragicznej śmierci François Ceverta i zakończeniu kariery Jackie Stewarta został drugim kierowcą prężnego Tyrrell. Depailler wystartował we wszystkich Grand Prix. Jeżdżąc u boku Jody Schecktera nie odnosił większych sukcesów, jednak pokazał, że jeżeli bolid na to pozwala może walczyć o miejsca w pierwszej piątce.

### Rozwój
Tyrrell bez gwiazd przestał się liczyć w klasyfikacji generalnej. Z roku na rok był coraz słabszym zespołem. Kryzys pogłębiał się. Depailler, chcąc być w czołówce, musiał przejść do zespołu, który pozwalałby rozwinąć mu skrzydła. W 1979 roku przeszedł do teamu Ligier. Jednak wybór nie był najlepszy. Bolid był mniej awaryjny niż Tyrrell, ale Patrick podpisał kontrakt na pół sezonu. Na siedem startów ukończył pięć. Dwa razy kończył wyścig na piątej pozycji, raz na czwartej. W Grand Prix Brazylii był drugi, a w Grand Prix Hiszpanii okazał się najszybszym.

### Zły wybór

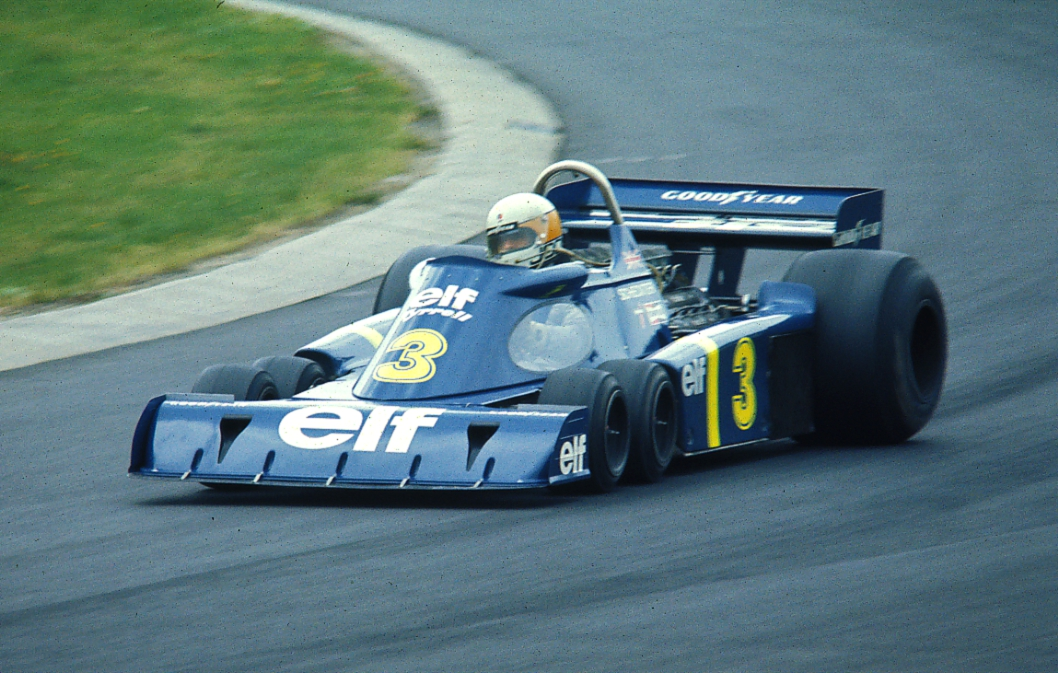
Tyrrell P34

W 1980 roku Depailler zniesmaczony ofertą ekipy Ligier postanowił przejść do Alfa Romeo. Patrick nie ukończył ani jednego wyścigu. Jego styl jazdy zupełnie nie odpowiadał awaryjnemu bolidowi. Na każdym wyścigu odmawiał posłuszeństwa. Depailler pomagał rozwijać bolid.

### Śmierć
Przed Grand Prix Niemiec 1 sierpnia na torze Hockenheim przeprowadzano testy. Na bardzo szybkim zakręcie Ostkurve, z powodu awarii zawieszenia, Patrick nagle zjechał na zewnętrzną stronę toru i uderzył w metalową bandę okalającą tor. Bolid wybił się i przetoczył przez barierę, lądując na niej kołami do góry. Pojazd rozsypał się na kawałki, jego szczątki były porozrzucane w odległości kilkudziesięciu metrów. Przybyła na miejsce ekipa medyczna nie była w stanie pomóc Francuzowi. Depailler już nie żył.